# Spodnja Senica
Spodnja Senica este o localitate din comuna Medvode, Slovenia, cu o populație de 337 de locuitori.